# Републикански път III-552
Републикански път IIІ-552 е третокласен път, част от Републиканската пътна мрежа на България, преминаващ по територията на области Велико Търново и Габрово. Дължината му е 41,7 км.
Пътят се отклонява надясно при 22 км на Републикански път II-55 в североизточната част на село Вонеща вода и се насочва в югозападна посока, нагоре по долината на река Белица десен приток на Янтра). Минава през селата Вонеща вода и Кисьовци, където завива на запад, след което навлиза в Габровска област. Продължава нагоре по долината на река Белица до село Белица, минава през село Райнушковци, преодолява вододела между реките Белица и Дряновска и слиза в долината на последната в центъра на град Трявна. От там продължава нагоре покрай левия бряг на Дряновска река и при квартал „Божковци“ на град Трявна напуска долината на реката, завива на запад и започва изкачване към вододела между реките Дряновска и Янтра. Минава последователно през селата Дончовци, Николаево и Торбалъжите, от където започва спускане към долината на Янтра. Минава през село Жълтеш и през кварталите „Беленци“ и „Бичкиня“ на град Габрово, пресича река Янтра и в южната част на града се свързва с Републикански път I-5 при неговия 150 км.
В системата на Републикански път III-552 влизат два третокласни пътя от Републиканската пътна мрежа на България с четирицифрени номера:
- при 39,7 км, в квартал „Беленци“ на град Габрово надясно се отклонява Републикански път III-5522 (10,4 км) през селата Борики, Орловци и Копчелиите до село Донино при 139,4 км на Републикански път I-5;
- при 10,4 км на Републикански път III-5522, в село Донино и 139,4 км на Републикански път I-5 надясно се отклонява Републикански път III-5524 (9,2 км) през селата Болтата, Черневци и Трапесковци до село Боженците.

| Пътища, отклоняващи се надясно (населено място, № на пътя, посока на пътя)   | Км   | Пътища, отклоняващи се наляво (посока на пътя, № на пътя, населено място)    |
| ---------------------------------------------------------------------------- | ---- | ---------------------------------------------------------------------------- |
| Община Велико Търново, Област Велико Търново, II-55, 22 км, с. Вонеща вода → | 0,0  | → с. Вонеща вода, 22 км, II-55, Област Велико Търново, Община Велико Търново |
| (за с. Долни Дамяновци) общински път, с. Вонеща вода ←                       | 1    | с. Вонеща вода                                                               |
| (за с. Рашевци) общински път ←                                               | 2    |                                                                              |
| (за с. Сърненци) общински път ←                                              | 2,8  |                                                                              |
| с. Кисьовци                                                                  | 4,2  | с. Кисьовци                                                                  |
| Община Трявна, Област Габрово                                                | 4,5  | Област Габрово, Община Трявна                                                |
| (за с. Драндарите) общински път ←                                            | 6,1  |                                                                              |
| (за с. Раевци) общински път ←                                                | 6,2  |                                                                              |
| с. Белица                                                                    | 8,2  | → с. Белица, общински път (за с. Глутниците)                                 |
| с. Райнушковци                                                               | 11,4 | с. Райнушковци                                                               |
|                                                                              | 11,7 | → общински път (за с. Маневци)                                               |
| (за с. Армянковци) общински път ←                                            | 12,9 |                                                                              |
|                                                                              | 13,9 | → общински път (за селата Дървари, Ошаните, Ябълковци и др.)                 |
| (за с. Христовци) общински път, гр. Трявна, кв. „Стояновци“ ←                | 16,9 | гр. Трявна, кв. „Стояновци“                                                  |
| (до с. Буря) III-609, 47,2 км, гр. Трявна ←                                  | 20,2 | гр. Трявна                                                                   |
| гр. Трявна                                                                   | 20,7 | → гр. Трявна, общински път (за с. Койчовци)                                  |
| (за с. Зеленика) общински път, гр. Трявна ←                                  | 21,9 | гр. Трявна                                                                   |
| гр. Трявна                                                                   | 22,7 | → гр. Трявна, общински път (за с. Рашовите)                                  |
| гр. Трявна                                                                   | 24,1 | ← гр. Трявна, 43,3 км III-609 (от с. Дъбово)                                 |
| с. Дончовци                                                                  | 26,2 | с. Дончовци                                                                  |
| с. Николаево                                                                 | 28,3 | с. Николаево                                                                 |
| Община Габрово                                                               | 30,1 | Община Габрово                                                               |
| с. Торбалъжите                                                               | 30,7 | с. Торбалъжите                                                               |
|                                                                              | 32,5 | → общински път (за с. Драганчетата)                                          |
| (за с. Ясените) общински път, с. Жълтеш ←                                    | 34,8 | с. Жълтеш                                                                    |
| (за с. Стефаново) общински път, с. Жълтеш ←                                  | 35,4 | с. Жълтеш                                                                    |
| (до с. Донино) III-5522, 0 км, гр. Габрово, кв. „Беленци“ ←                  | 39,7 | гр. Габрово, кв. „Беленци“                                                   |
| (от гр. Русе) I-5, 150 км, гр. Габрово →                                     | 41,7 | → гр. Габрово, 150 км, I-5 (до ГКПП Маказа - Нимфея)                         |

Забележка
1. ↑  На протежение от 3,9 км (от км 20,2 до км 24,1) Републикански път III-552 се дублира с Републикански път III-609 (от км 47,2 до км 43,3)